# هیدروکسی کلروکین
هیدروکسی کلروکین (به انگلیسی: Hydroxychloroquine) (HCQ) که با نام تجاری پلاکونیل Plaquenil و غیره فروخته می‌شود دارویی است که به منظور درمان انواع معینی از مالاریا به کار می‌رود. این دارو مشخصا برای مالاریای حساس به کلروکین به کار می‌رود. دیگر کاربردها عبارتند از درمان روماتیسم مفصلی، لوپوس اریتماتوس، و porphyria cutanea tarda.  به صورت قرص از دهان مصرف می‌شود.
این ترکیب شیمیایی در سال ۱۹۵۵ میلادی جهت مصارف دارویی در ایالات متحده تایید شد.این دارو به عنوان یکی از داروهای ضروری سازمان جهانی بهداشت به عنوان یک دارو ایمن و بسیار اثر بخش برای نظام سلامت قرار گرفت.

## موارد مصرف
برای درمان مالاریا و آرتریت روماتوئید استفاده می‌شود. 

### درمان کرونا
- با شیوع بیماری کروناویروس (COVID-19) هیدروکسی کلروکین به عنوان یک آزمایش تجربی برای این بیماری مورد استفاده قرار گرفت. البته در یک پژوهش علمی در آمریکا که در تاریخ ۲ اردیبهشت ماه سال ۱۳۹۹ برروی پرونده پزشکی ۳۶۸ بیمار در بیمارستان‌های ارتشی انجام شد نشان داد ۲۸ درصد بیماران کرونایی تحت تجویز هیدروکسی کلروکین درگذشته‌اند. این در حالی است که آمار مرگ نزد آن دسته از مبتلایان که تحت این دارو قرار نداشتند، تنها ۱۱ درصد بود. این پژوهش هم‌چنین روشن کرد که هیدروکسی کلروکین، موجب نشده که نیاز بیماران به دستگاه کمک تنفسی، کمتر از سایرین باشد.[۴]

- در تاریخ ۱۶ خرداد ۱۳۹۹ سه نفر از محققانی که روی مقاله‌ای علمی که در آن نسبت به ضررهای مصرف هیدروکسی کلروکین برای درمان کرونا هشدار داده شده بود، کار کرده بودند به منتقدان گفتند که قادر نیستند صحت ادعاهای خود را اثبات کنند چرا که شرکت سرجیفیر که سفارش دهنده این تحقیق بود اجازه تحقیق مستقل درباره داده‌های مورد استناد این پژوهش را نمی‌دهد. در پی انتشار این خبر مجله معتبر علمی لنست مقاله مذکور را حذف کرد. سازمان جهانی بهداشت هم که بر اساس همین تحقیق مطالعه بر روی فواید این دارو را متوقف کرده بود از سرگیری دوباره آن خبر داد. این مقاله که اکنون صحت آن زیر سؤال رفته، مدعی شده بود که نتیجه این تحقیق نشان داده که هیدروکسی کلروکین هیچ فایده‌ای برای بیماران کووید-۱۹ نداشته و حتی خطر بروز عوارضی چون آریتمی ضربان قلب و مرگ را بالا می‌برد.با این حال در ایران این دارو تجویز می شود و در نظر های قاطعی در مورد آن وجود ندارد.[۵]

## عوارض جانبی
اختلالات بینایی (آسیب به شبکیه) از جمله می‌توان به تاری چشم تا مدت ۲ الی ۳ ساعت بعد از مصرف و گاهی باعث به وجود آمدن هاله نور در چشم فرد می‌شود، و گاهی هم باعث توهم‌های شدید می‌شود. سرگیجه، اختلالات خونی و ضعف عضلانی. شایع‌ترین عوارض جانبی، تهوع خفیف و گرفتگی معده در اوقات با اسهال خفیف است، گرفتگی شکم، اسهال، مشکلات قلبی، کاهش اشتها، سردرد، حالت تهوع و استفراغ باشد.